# Dusenbach

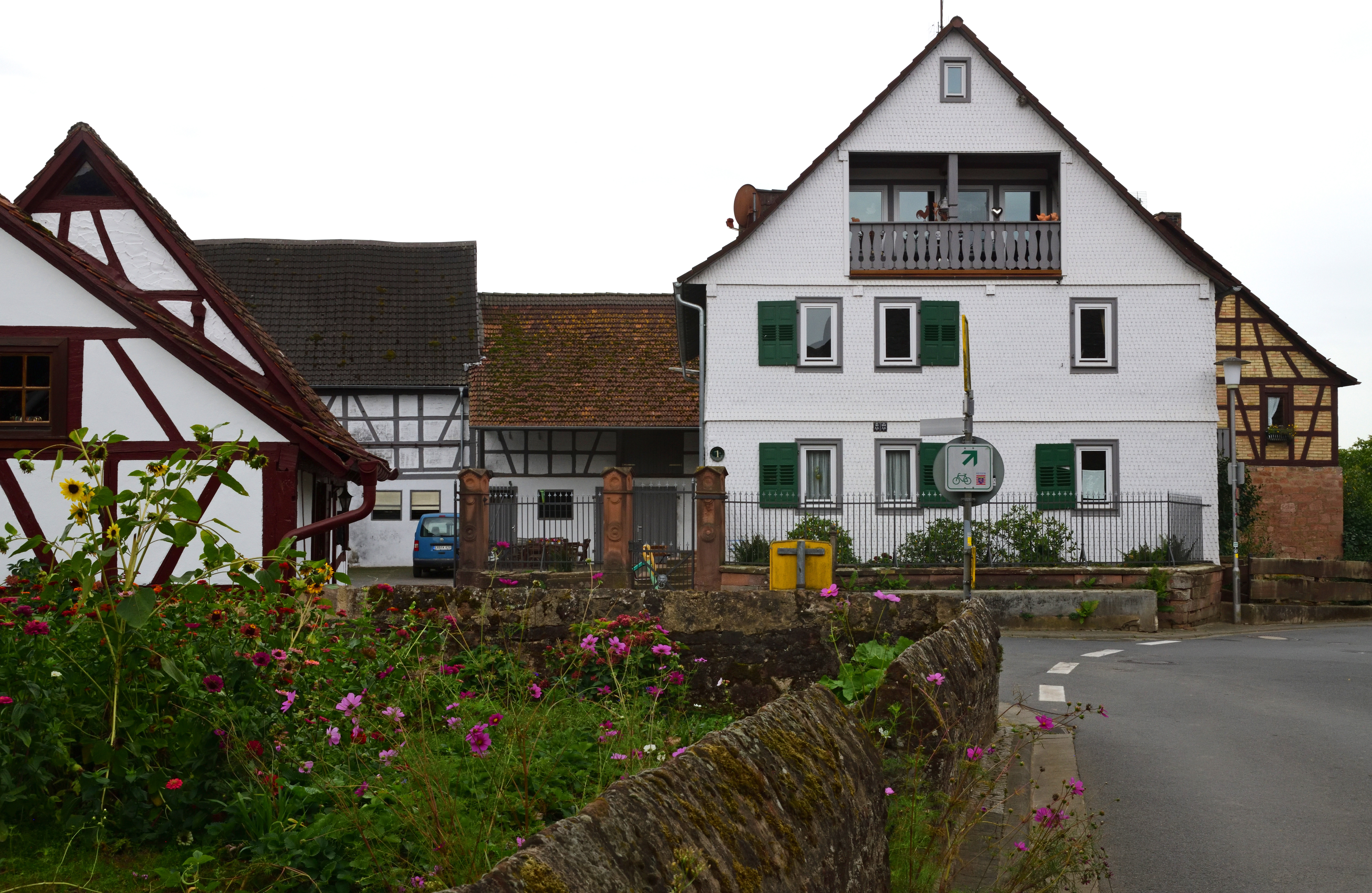
Höchst im Odenwald – Ortsteil Dusenbach

Dusenbach ist ein Ortsteil der Gemeinde Höchst im Odenwald im Odenwaldkreis, Hessen.

## Geografie
Dusenbach liegt am östlichen Ortsrand von Höchst im nördlichen Odenwald, ca. 16 km nördlich von Erbach. Das geschlossenes Dorf mit regelhaftem Grundriss befindet sich im Mümlingtal bei einseitiger Tallage. Der Ortsteil Dusenbach besteht aus der 109,1 Hektar umfassenden Gemarkung Dusenbach.
An den Ortsteil Dusenbach grenzen, vom Norden beginnend, im Uhrzeigersinn die Orte Sandbach, Neustadt, Rimhorn, Kerngemeinde Höchst i. Odw. Höchst und Dusenbach werden durch die Bundesstraße 426 voneinander getrennt. In den Ort führt die Kreisstraße 80 die von B26 in südöstlicher Richtung abzweigt.

## Geschichte
Die älteste erhaltene Erwähnung des Ortes stammt von 1305. Der damalige Ortsname lautete Düsmbach. Dusenbach gehörte zur Herrschaft Breuberg und gelangte mit ihr 1806 an das Großherzogtum Hessen.
Nach Auflösung der alten Amtsstruktur 1822 fiel der Ort in den Zuständigkeitsbereich des Landgerichts Höchst, nach der Reichsjustizreform von 1877 ab 1879 in den des Amtsgerichts Höchst im Odenwald.
Zum 31. Dezember 1971 wurde die bis dahin selbständige Gemeinde Dusenbach im Zuge der Gebietsreform in Hessen auf freiwilliger Basis in die Gemeinde Höchst im Odenwald eingemeindet.
Für Dusenbach sowie für die übrigen im Zuge der Gebietsreform eingegliederten Gemeinden von Höchst im Odw. wurden Ortsbezirke gebildet.

## Bevölkerung
Einwohnerstruktur 2011
Nach den Erhebungen des Zensus 2011 lebten am Stichtag dem 9. Mai 2011 in Dusenbach 81 Einwohner. Darunter waren 6 (7,4 %) Ausländer. Nach dem Lebensalter waren 18 Einwohner unter 18 Jahren, 36 waren zwischen 18 und 49, 12 zwischen 50 und 64 und 15 Einwohner waren älter. Die Einwohner lebten in 33 Haushalten. Davon waren 9 Singlehaushalte, 6 Paare ohne Kinder und 12 Paare mit Kindern, sowie 3 Alleinerziehende und 3 Wohngemeinschaften. In 6 Haushalten lebten ausschließlich Senioren und in 21 Haushaltungen leben keine Senioren.
Einwohnerentwicklung
- 1730: 4 wehrfähige Männer[7]
- 1961: 36 evangelische (= 97,30 %), ein katholischer (= 2,70 %) Einwohner[7]

| Dusenbach: Einwohnerzahlen von 1834 bis 2015 | Dusenbach: Einwohnerzahlen von 1834 bis 2015 | Dusenbach: Einwohnerzahlen von 1834 bis 2015 | Dusenbach: Einwohnerzahlen von 1834 bis 2015 | Dusenbach: Einwohnerzahlen von 1834 bis 2015 |
| --- | -------------------------------------------- | -------------------------------------------- | -------------------------------------------- | -------------------------------------------- |
| Jahr |                                              |                                              |                                              | Einwohner                                    |
| 1834 | 1834                                         |                                              | 53                                           | 53                                           |
| 1840 | 1840                                         |                                              | 63                                           | 63                                           |
| 1846 | 1846                                         |                                              | 59                                           | 59                                           |
| 1852 | 1852                                         |                                              | 60                                           | 60                                           |
| 1858 | 1858                                         |                                              | 56                                           | 56                                           |
| 1864 | 1864                                         |                                              | 52                                           | 52                                           |
| 1871 | 1871                                         |                                              | 58                                           | 58                                           |
| 1875 | 1875                                         |                                              | 56                                           | 56                                           |
| 1885 | 1885                                         |                                              | 53                                           | 53                                           |
| 1895 | 1895                                         |                                              | 55                                           | 55                                           |
| 1905 | 1905                                         |                                              | 59                                           | 59                                           |
| 1910 | 1910                                         |                                              | 57                                           | 57                                           |
| 1925 | 1925                                         |                                              | 38                                           | 38                                           |
| 1939 | 1939                                         |                                              | 41                                           | 41                                           |
| 1946 | 1946                                         |                                              | 56                                           | 56                                           |
| 1950 | 1950                                         |                                              | 52                                           | 52                                           |
| 1956 | 1956                                         |                                              | 41                                           | 41                                           |
| 1961 | 1961                                         |                                              | 37                                           | 37                                           |
| 1967 | 1967                                         |                                              | 38                                           | 38                                           |
| 1970 | 1970                                         |                                              | 58                                           | 58                                           |
| 1980 | 1980                                         |                                              | ?                                            | ?                                            |
| 1990 | 1990                                         |                                              | ?                                            | ?                                            |
| 2000 | 2000                                         |                                              | ?                                            | ?                                            |
| 2005 | 2005                                         |                                              | 79                                           | 79                                           |
| 2010 | 2010                                         |                                              | 83                                           | 83                                           |
| 2011 | 2011                                         |                                              | 81                                           | 81                                           |
| 2015 | 2015                                         |                                              | 76                                           | 76                                           |
| Datenquelle: Historisches Gemeindeverzeichnis für Hessen: Die Bevölkerung der Gemeinden 1834 bis 1967. Wiesbaden: Hessisches Statistisches Landesamt, 1968. Weitere Quellen: LAGIS; Gemeinde Höchst im Owd.: 2005–2015; Zensus 2011 |                                              |                                              |                                              |                                              |

Im Jahr 1961 wurden 36 evangelische (97,30 %) und 1 katholischer (2,70 %) Christ gezählt.

## Politik
Für Dusenbach besteht ein Ortsbezirk (Gebiete der ehemaligen Gemeinde Lichtenberg) mit Ortsbeirat und Ortsvorsteher nach der Hessischen Gemeindeordnung. Der Ortsbeirat besteht aus drei Mitgliedern. Bei den Kommunalwahlen in Hessen 2021 betrug die Wahlbeteiligung zum Ortsbeirat 82,14 %. Alle Kandidaten gehörten der List Dusenbacher Dorfgespräch an. Der Ortsbeirat wählte Thomas Krauß zum Ortsvorsteher.